# Leroy Anderson
Leroy Anderson (Cambridge, 29 giugno 1908 – Woodbury, 18 maggio 1975) è stato un compositore statunitense.

## Biografia
Proveniente da una famiglia di genitori svedesi emigrati negli Stati Uniti, frequentò da adolescente i corsi di Pianoforte e Teoria Musicale al New England Conservatory di Boston. Nel 1925 entrò alla Harvard University, dove studiò composizione (con Walter Piston e George Enescu), pianoforte, trombone, organo e contrabbasso. In quel periodo suonò il trombone nella Harvard Band.
Per un periodo si divise fra la musica e le lingue straniere: dopo aver conseguito il Masters Degree in Music ad Harvard, continuò a frequentare corsi di laurea in lingue al Radcliffe College.
I brani e gli arrangiamenti per la Harvard College Band furono notati da Arthur Fiedler, allora direttore della Boston Pops, che cominciò ad eseguirli con la sua orchestra e ad invitarlo per dirigere i suoi pezzi, con concerti negli Stati Uniti ed in Canada.
Anderson decise di tentare la carriera del musicista, trasferendosi a New York nel 1936 e negli anni successivi, dopo aver lavorato al Pentagono come interprete durante la seconda guerra mondiale, quando i suoi lavori divennero sempre più popolari, fondò una sua orchestra. Scrisse diversi brani che diventarono dei grandi successi e che ebbero grande diffusione attraverso la radio. "Blue Tango", un brano che combinò i ritmi latini con i linguaggi melodici del jazz americano, fu un successo strepitoso nel 1951. Raggiunse la prima posizione nella Billboard Hot 100 per cinque settimane e fu la prima registrazione strumentale a vendere un milione di copie. Diversi capi orchestra, da Hugo Winterhalter a Guy Lombardo, realizzarono delle versioni di questa composizione.
Alcune composizioni sono state impiegate in film:
- Who's minding the store, (Dove vai sono guai) 1963, con Jerry Lewis, canzone: The Typewriter
- Sleepless in Seattle,(Insonnia d'amore) 1993, Sleigh Ride

## Opere
- 1935- Do You Think That Love Is Here To Stay?
- 1935- Love May Come and Love May Go
- 1935- The Music in My Heart
- 1935- What's the Use of Love?
- 1936- Harvard Fantasy
- 1938- Jazz Legato
- 1938- Jazz Pizzicato
- 1939 - Ticonderoga March
- 1940- Easter Song
- 1940- Mother's Whistler
- 1945- The Syncopated Clock
- 1945- Promenade
- 1946- Cambridge Centennial March of Industry
- 1946- Chicken Reel
- 1947- Fiddle-Faddle
- 1947 & 1949- The Irish Suite:
  - 1947 The Irish Washerwoman
  - 1947 The Minstrel Boy
  - 1947 The Rakes of Mallow
  - 1947 The Last Rose of Summer
  - 1949 The Wearing of the Green
  - 1949 -The Girl I Left Behind Me
- 1947- Old MacDonald Had a Farm
- 1947- Serenata
- 1948- Governor Bradford March
- 1948- Saraband
- 1948- Sleigh Ride
- 1949- A Trumpeter's Lullaby
- 1950- A Christmas Festival (9:00)
- 1950- Classical Jukebox
- 1950- The Typewriter
- 1950- The Waltzing Cat
- 1951- Belle of the Ball
- 1951- Blue Tango
- 1951- China Doll
- 1951- Horse and Buggy
- 1951- The Penny Whistle Song
- 1951- The Phantom Regiment
- 1951- Plink, Plank, Plunk!
- 1951- Song of Jupiter
- 1952- A Christmas Festival (5:45)
- 1953- The Girl in Satin
- 1953- Concerto per pianoforte ed orchestra in Do maggiore
- 1953- Song of the Bells
- 1953- Summer Skies
- 1954- Alma Mater
- 1954- Bugler's Holiday
- 1954- The First Day of Spring
- 1954- Forgotten Dreams
- 1954- Sandpaper Ballet
- 1954- Scottish Suite:
  - The Bluebells of Scotland
  - Turn Ye To Me
- 1955- Suite of Carols for Strings
- 1955- Suite of Carols for Brass
- 1955- Suite of Carols for Woodwinds
- 1958 Goldilocks:
  - Goldilocks Overture
  - Come to Me
  - Guess Who
  - Heart of Stone (Pyramid Dance)
  - He'll Never Stray
  - Hello
  - If I Can't Take it With Me
  - I Never Know When to Say When
  - Lady in Waiting
  - Lazy Moon
  - Little Girls
  - My Last Spring
  - Save a Kiss
  - Shall I Take My Heart and Go?
  - Tag-a-long Kid
  - The Pussy Foot
  - Town House Maxixe
  - Who's Been Sitting in My Chair?
- 1959- Woodbury Fanfare
- 1960- An Old Fashioned Song
- 1961- Piece for Rolf
- 1962- Arietta
- 1962- Balladette
- 1962- The Captains and the Kings
- 1962- Clarinet Candy
- 1962- The Golden Years
- 1962- Home Stretch
- 1962- You Can Always Tell a Harvard Man
- 1966- Chatterbox
- 1966- The Cowboy and His Horse
- 1966- Hens and Chickens
- 1966- Melody on Two Notes
- 1966- The Whistling Kettle
- 1970- Birthday Party
- 1970- Lullaby of the Drums
- 1970- March of the Two Left Feet
- 1970- To a Wild Rose  (Edward MacDowell)
- 1970- Waltz Around the Scale
- 1972- Wedding March for Jane and Peter
- 1973- Second Regiment Connecticut National Guard March

## Discografia
Registrazioni del compositore
- Leroy Anderson's Irish Suite (Decca DL 4050; 1952)
- Leroy Anderson conducts Blue Tango and other Favorites (Decca DL 8121; 1958)
- A Christmas Festival (Decca DL 78925 (s); 1959)
- Leroy Anderson Conducts Leroy Anderson (Decca DL 78865 (s); 1959)
- Leroy Anderson Conducts His Music (Decca DL 78954 (s); 1960)
- The New Music of Leroy Anderson (Decca DL 74335 (s); 1962)
- The Leroy Anderson Collection (Digitally remastered from original Decca analog recordings) (MCA Classics MCAD2-9815-A&B; 1988)
- The Best of Leroy Anderson: Sleigh Ride (Digitally remastered from original Decca analog master recordings) (MCA Classics MCAD -11710; 1997)